# Mohl (Familie)
Mohl ist der Name eines seit dem 16. Jahrhundert im Herzogtum Württemberg auftretenden Beamtengeschlechts, das 1608 einen Kaiserlichen Wappenbrief erhielt.
Die Familie ist von den schlesischen, 1743 in den preußischen Freiherrenstand erhobenen „von Mohl“ und den kurländischen „von der Mohl“ zu unterscheiden, mit denen weder Stamm- noch Wappenverwandtschaft besteht.

## Geschichte
Die Stammreihe der Familie beginnt mit Jacob Mohl, Bürger und Gerichts-Verwandter zu Neuffen, der am 16. Juli 1608 zu Prag den Kaiserlichen Wappenbrief erhielt. Im Jahr 1811 erhielt der Königlich Württembergische Staatsrat und Oberkonsistorialpräsident Benjamin Ferdinand von Mohl den zivilen Verdienstorden der Württembergischen Krone verliehen und damit den persönlichen Adelsstand; ebenso 1837 sein Sohn Robert von Mohl als Professor des Staatsrechts an der Universität Heidelberg und Tübingen. Als Großherzoglich Badischer Wirklicher Geheimer Rat und Präsident der Oberrechnungskammer erhielt er dann am 10. August 1871 den erblichen badischen Adelsstand.

## Wappen
Das Wappen von 1871 zeigt in Gold einen mit drei grünen Molchen belegten silbernen Schrägrechtsbalken. Auf dem Helm mit schwarz-goldenen Helmdecken ein wachsender silberner Löwe, vier verschränkte schwarze Äste zwischen den Pranken haltend.

## Bekannte Familienmitglieder
Benjamin Ferdinand von Mohl (1766–1845), württembergischer Innenminister, Landtagsabgeordneter
1. Robert von Mohl (1799–1875), deutscher Staatswissenschaftler
  1. Anna von Mohl (1834–1899), deutsche Salonnière, Ehefrau von Hermann Helmholtz, siehe Anna von Helmholtz
  2. Erwin von Mohl (1839–1895), preußischer Generalmajor
  3. Ottmar von Mohl (1846–1922), deutscher Diplomat
    1. Waldemar von Mohl (1885–1966), deutscher Jurist und Landrat, Grundbesitzer Neues Schloss Arnshaugk
2. Julius Mohl (1800–1876), deutscher Orientalist
3. Moritz Mohl (1802–1888), deutscher Nationalökonom
4. Hugo von Mohl (1805–1872), deutscher Botaniker

In Stuttgart-Mitte erinnert die Mohlstraße seit 1902 an die vier Brüder Robert, Julius, Moritz und Hugo.